# Sachiko Kojima
Sachiko Kojima (小島幸子, Kojima Sachiko) (née le 18 janvier 1979) est une seiyū originaire de la préfecture de Chiba. Elle est affiliée avec Mausu Promotion. Elle s'est mariée avec Yasue Makoto en 2008.

## Rôles

### Animation télévisée
- Bamboo Blade : Sayako Kuwahara
- Kage Kara Mamoru! : Tsubaki Mapputatsu
- Monkey Typhoon : Karin Kuramu
- Inukami! : Snake Woman
- Ergo Proxy : Monad Proxy
- Cowboy Bebop : Angel
- Lemon Angel Project : Keiko Shikina
- The Galaxy Railways : Tina
- Tokyo Underground : Hekisa
- Naruto : Orochimaru (corps de femme)
- Hi Hi Puffy AmiYumi : Yumi Yoshimura
- Saikano : Yukari
- The Adventures of Tweeny Witches : Alice
- ¡Mucha Lucha! : Buena Girl
- Ray the Animation : Burūsokkusu
- Denno Coil : Fumie
- HeartCatch PreCure! : Kanae Tada
- HappinessCharge PreCure! : Miyo Masuko
- Baki : Kozue Matsumoto
- Mobile Suit Gundam: The Witch from Mercury : Nyla Bertran

### Animation théâtrale
- Naruto the Movie 2: Great Clash! The Illusionary Ruins at the Depths of the Earth : Kamira

### Jeux vidéo
- Panzer Dragoon Saga : Fei
- Ys I & II : Maria
- Drakengard 2 : Hanch
- Wild Arms 4 : Belial
- SoulCalibur Legends et SoulCalibur IV : Taki
- Apex Legends : Wraith
- Fire Emblem: Three Houses, Fire Emblem Warriors: Three Hopes et Fire Emblem Heroes : Manuela Casagranda

### Autres
- American Beauty : Angela
- X-Men : Rogue
- Everwood : Amy
- Chicken Little : Abby Mallard
- Batman Begins : Rachel Dawes
- Galaxy Angel series : Creta
- Sakura Wars : Mell Raison